# Poyraz Karayel
Poyraz Karayel es una serie de televisión turca de 2015, producida por Limon Film para Kanal D.

## Trama
Poyraz Karayel es un exoficial de policía que es suspendido injustamente por un crimen que no cometió. Debido a esto pierde su trabajo, su esposa y su hijo. Mientras trata desesperadamente de recuperar a su hijo, su exjefe, Mümtaz, le hace una oferta de trabajo. El trabajo consiste en infiltrarse en el círculo del mafioso Bahri Umman para conseguir información. Poyraz acepta la misión, pero todo se complica cuando conoce a una chica llamada Ayşegül. Estas dos personas se sienten atraídas desde que se vieron por primera vez, sin embargo, el amor parece imposible entre ellos al ser Ayşegül la hija de Bahri Umman.

## Reparto
- İlker Kaleli como Ahmet Poyraz Karayel.
- Burçin Terzioğlu como Ayşegül Umman.
- Musa Uzunlar como Bahri Umman.
- Ali İl como Sadreddin Umman.
- Celil Nalçakan como Zülfikar Ülgen.
- Cem Cücenoğlu como Taş Kafa (Orhan Solmaz).
- Murat Daltaban como Mümtaz Tok.
- Ata Berk Mutlu como Sinan Karayel.
- Ece Özdikici como Songül Umman.
- Gülçin Hatıhan como Ümran Özer Solmaz.
- İsmail Düvenci como Cevher Güngören.
- Emirhan Akbaba como İsa Özer.
- Emel Çölgeçen como Sema Koral Kılıçaslan.
- Kanbolat Görkem Arslan como Sefer Kılıçarslan.
- Berat Efe Parlar como Efe.
- Mustafa Alabora como Ünsal Özbakan.
- Müge Akyamaç como Canan Özbakan.
- Kirkor Dinçkayıkçı como İsmail Karagül.
- Engin Benli como Zafer Biryol.
- Sebnem Hassanisoughi como Begüm.
- Enis Yıldız como Necdet.

## Temporadas
| Temporada | Temporada | Episodios | Rango de episodios | Emisión original         | Emisión original    |
| Temporada | Temporada | Episodios | Rango de episodios | Inicio                   | Final               |
| --------- | --------- | --------- | ------------------ | ------------------------ | ------------------- |
|           | 1         | 24        | 1 - 24             | 7 de enero de 2015       | 17 de junio de 2015 |
|           | 2         | 38        | 25 - 62            | 30 de septiembre de 2015 | 15 de junio de 2016 |
|           | 3         | 20        | 63 - 82            | 12 de octubre de 2016    | 1 de marzo de 2017  |